# Alimentară

Sediul fostei Alimentare Fortuna de pe Calea Victoriei, actualmente bancă.

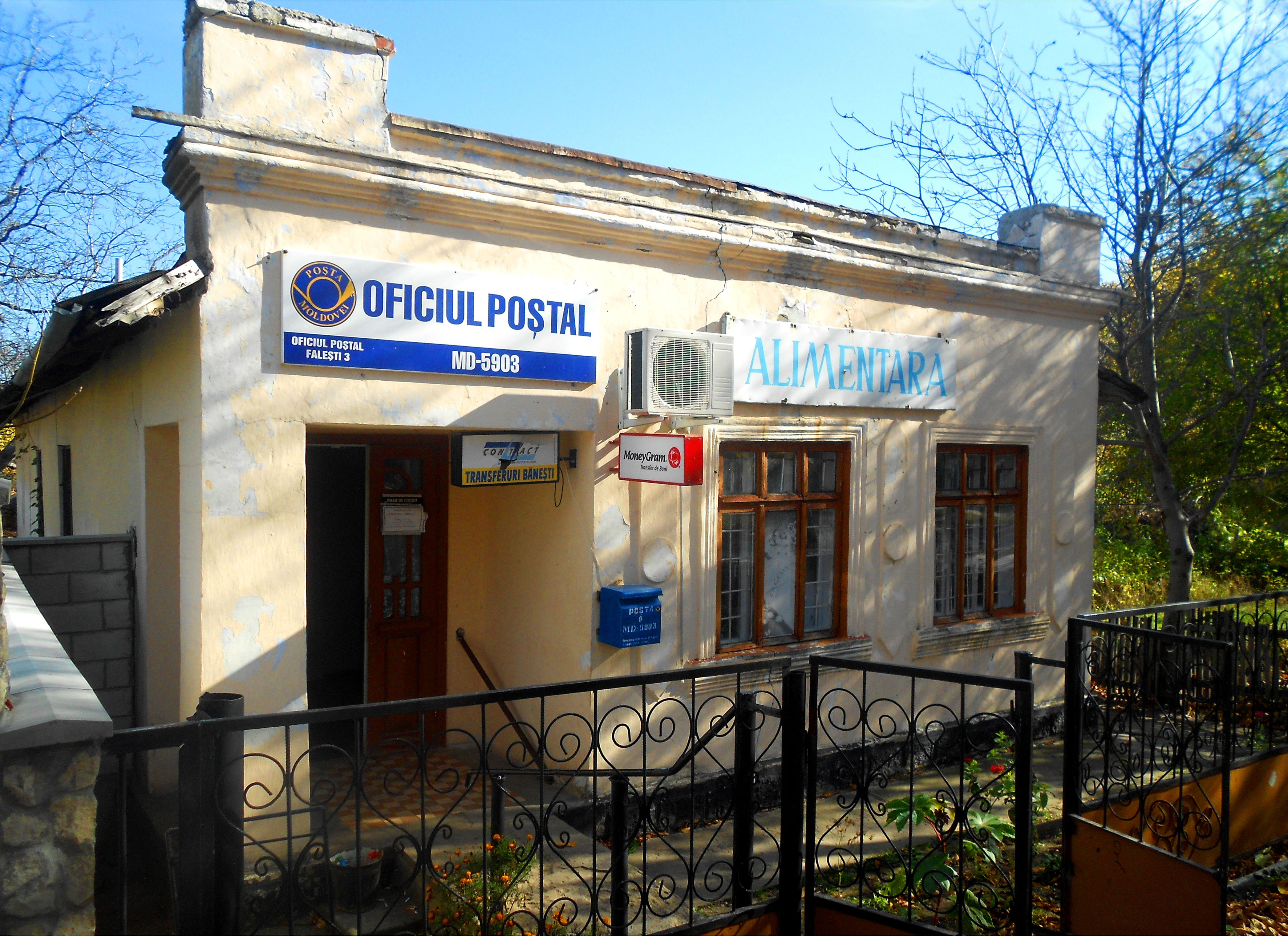
Alimentară din Fălești, după Revoluția din 1989.

Alimentarele erau în România comunistă magazine aflate în proprietatea statului, având ca destinație comerțul cu amănuntul de produse alimentare. În anii '70 au fost construite mii de astfel de stabilimente în orașe, de obicei la parterul blocurilor. După căderea comunismului, alimentarele au fost transformate în societăți comerciale cu capital de stat, căzând în cele din urmă pradă speculanților imobiliari. Cuvântul desemnează și în prezent magazinele mixte de comerț cu amănuntul. 

## Istoric
În cursul anilor '80 aprovizionarea cu alimente a fost caracterizată de mari lipsuri de produse de bază, ceea ce în contextul unor prețuri nefixate de o economie de piață ducea în mod curent la deficite. Pe lângă această situație endemică tuturor țărilor couniste (în mai mică sau mai mare măsură), în cazul român s-a adăugat și obstinația dictatorului Nicolae Ceaușescu de a plăti în ritm foarte rapid întreaga datorie externă a statului.
Raportul Tismăneanu scria că „Plata datoriei externe s-a făcut cu sacrificii uriașe din partea populației, care a trebuit să îndure și să facă față unor serii repetate și îndelungate de lipsuri în ceea ce privește aprovizionarea cu alimente, bunuri de larg consum și accesul la diverse servicii. Astfel, în 1981 conducerea de partid a decis raționalizarea pâinii, a laptelui, zahărului, a cărnii și a produselor din carne. În paralel, se impune un program de „alimentație rațională”.
Situația se manifesta prin formarea de cozi lungi atunci când se aducea marfă. Adesea populația nici nu știa ce marfă urma să se vândă. S-a format o întreagă cultură urbană în jurul acestui fenomen social, fiind larg răspândite bancurile despre Ceaușescu. Mărturiile cetățenilor români și străini schițează un tablou dezolant al alimentarelor (ca de altfel a tuturor magazinelor) în ultima parte a regimului comunist.
Înalta nomenclatură comunistă a fost scutită de aceste inconveniente, având magazine proprii, inaccesibile publicului larg. Mai mult, propaganda oficială depunea eforturi de a prezenta o versiune edulcorată a realității, dictatorul Nicolae Ceaușescu obișnuind să le prezinte invitaților internaționali Alimentara Fortuna din Calea Victoriei, care era umplută cu produse înainte de vizitele oficiale.